# Valur Reykjavik
Maillots
Actualités
Le Valur Reykjavik est un club islandais omnisports fondé le 11 mai 1911 et basé à Reykjavik.
Le football est la section phare du club, qui a fêté ses 100 ans d'existence en 2011. Avec 23 titres de champion, c'est d'ailleurs le second club de football islandais le plus titré, après le KR Reykjavik, en Úrvalsdeild, la première ligue islandaise. Le Valur a également inscrit son nom 11 fois au palmarès de la coupe d'Islande, ce qui constitue la deuxième meilleure performance, derrière le KR Reykjavik, vainqueur à 14 reprises de la compétition. Avec 10 titres de championne d'Islande, la section de football féminin du club est également la deuxième plus titrée d'Islande, derrière Breiðablik.
Valur compte également une section de handball masculin (21 titres de champion d'Islande), une section de handball féminin (12 titres) et une section de basket-ball masculin (2 titres).

## Repères historiques

### Dates clés
- 1966 : 1re participation à une Coupe d'Europe (C2, saison 1966/1967)

### Naissance du club
En 1908, le KFUM (en islandais, Kristileg félög ungra manna, littéralement « association chrétienne des jeunes hommes ») de Reykjavik est créé. Le 11 mai 1911, six jeunes hommes du KFUM décident de créer une association de football qu'ils nomment Fótboltafélag KFUM (littéralement, « association de football du KFUM »). Peu de temps après la création du club, alors que les jeunes hommes s'entraînent sur le vieux terrain de football de Reykjavik, le Íþróttavöllur á Melunum (littéralement « stade de sport en gravier ») également appelé Melavöllur, ils aperçoivent un faucon qui planent au-dessus d'eux. Ils décident alors de renommer leur association Valur Reykjavik, le mot valur signifiant « faucon gerfaut » en islandais,.
En 1916, le Valur Reykjavik participe pour la première fois à l'Úrvalsdeild, la première ligue islandaise, aux côtés du KR et du Fram Reykjavik. Le club se structure progressivement dans les années 1920. En 1926 est créé le logo du club, qui n'a quasiment pas changé depuis : des rayons de soleil rouges et bleus, reprenant les couleurs du club, illuminent un faucon ailes déployées tenant un ballon dans ses griffes. Toujours en 1926, le club décide de trouver son propre terrain, abandonnant ainsi l'ancien terrain de gravier du Melavöllur. Les Valsmenn déménagent donc sur la colline d'Öskjuhlíð, à proximité de l'actuel aéroport de Reykjavik. Ce n'est cependant qu'en 1939 que le Valur Reykjavik obtient officiellement un terrain appelé Hlíðarendi jouxtant la colline, où se trouve encore aujourd'hui le stade du Valur, le Vodafonevöllurinn.

### Création des autres sections
Si le club a été créé autour du football masculin, d'autres sections sportives sont venues se greffer petit à petit. En 1940, la section de handball masculin est créée et s'impose dès ses débuts comme une des toutes meilleures équipes d'Islande, remportant trois titres d'affilée pour ses trois premières saisons en 1940, 1941 et 1942. En 1948, c'est au tour de la section de handball féminin de voir le jour. Contrairement à leurs homologues masculines, les handballeuses du Valur doivent attendre les années 1960 pour imposer leur suprématie.
En 1970, la section de basket-ball masculin est créée par l'absorption du Körfuknattleiksfélag Reykjavíkur (KFR), créé en 1951. Dans les années 1970, le football féminin prend racine peu et à peu. Remportant l'Úrvalsdeild, la première ligue de football féminin, pour la première fois en 1978, les footballeuses du Valur s'imposent aujourd'hui comme l'une des places fortes du football féminin en Islande.

## Bilan sportif

### Palmarès
| Compétitions nationales | Compétitions nationales |
| Football masculin | Football féminin |
| --- | --- |
| - Úrvalsdeild karla (23) - Champion : 1930, 1933, 1935, 1936, 1937, 1938, 1940, 1942, 1943, 1944, 1945, 1956, 1966, 1967, 1976, 1978, 1980, 1985, 1987, 2007, 2017, 2018, 2020 - 1. deild karla (2) - Champion : 2002, 2004 - Bikarkeppni (11) - Vainqueur : 1965, 1974, 1976, 1977, 1988, 1990, 1991, 1992, 2005, 2015, 2016 - Finaliste : 1966, 1978 - Deildabikar (4) - Vainqueur : 2008, 2011, 2018 et 2023 - Finaliste : 1997, 1998, 2000, 2007, 2013 - Meistarakeppni KSÍ (9) - Vainqueur : 1977, 1979, 1988, 1991, 1992, 1993, 2006, 2008, 2016 - Finaliste : 1974, 1978, 1981, 1986, 1989, 2019, 2024 | - Úrvalsdeild kvenna (11) - Vainqueur : 1978, 1986, 1988, 1989, 2004, 2006, 2007, 2008, 2019 - Bikarkeppni (13) - Vainqueur : 1984, 1985, 1986, 1987, 1988, 1990, 1995, 2001, 2003, 2006, 2009, 2010, 2011 - Meistarakeppni KSÍ (7) - Vainqueur : 2004, 2005, 2007, 2008, 2009, 2010, 2011 |
| Handball masculin | Handball féminin |
| - Championnat d'Islande (22) - Champion : 1940, 1941, 1942, 1944, 1947, 1948, 1951, 1955, 1973, 1977, 1978, 1979, 1988, 1989, 1991, 1993, 1994, 1995, 1996, 1998, 2007, 2017 - Coupe d'Islande (10) - Vainqueur : 1974, 1988, 1990, 1993, 1998, 2008, 2009, 2011, 2016, 2017 | - Championnat d'Islande (15) - Champion : 1962, 1964, 1965, 1966, 1967, 1968, 1969, 1971, 1972, 1973, 1974, 1983, 2010, 2011, 2012 - Coupe d'Islande (4) - Vainqueur : 1988, 1993, 2000, 2012                                                                                              |
| Basket-ball masculin | |
| - Úrvalsdeild karla (2) - Champion : 1980, 1983 - 1. deild karla (2) - Champion : 1997, 2002 - Bikarkeppni (3) - Vainqueur : 1980, 1981, 1983 | |

### Bilan européen

#### Bilan
| Compétition                | P  | M  | V  | N  | D  | BP | BC  | Diff. |
| -------------------------- | -- | -- | -- | -- | -- | -- | --- | ----- |
| Ligue des champions (C1)   | 11 | 24 | 3  | 3  | 18 | 13 | 66  | -53   |
| Coupe des coupes (C2)      | 7  | 16 | 2  | 4  | 10 | 10 | 40  | -30   |
| Ligue Europa (C3)          | 8  | 20 | 4  | 6  | 10 | 16 | 33  | -17   |
| Ligue Conférence (C4)      | 3  | 10 | 3  | 3  | 4  | 14 | 16  | -2    |
| Coupe Intertoto            | 1  | 2  | 1  | 0  | 1  | 6  | 7   | -1    |
| Coupe des villes de foires | 1  | 2  | 0  | 0  | 2  | 0  | 8   | -8    |
| Total                      | 31 | 74 | 13 | 16 | 45 | 59 | 170 | -111  |

#### Résultats
Légende
- Victoire ou qualification pour le tour suivant
- Match nul
- Défaite ou élimination de la compétition

Note : dans les résultats ci-dessous, le score du club est toujours donné en premier
| Saison    | Compétition                | Tour                | Club               | Domicile | Extérieur | Total  |
| --------- | -------------------------- | ------------------- | ------------------ | -------- | --------- | ------ |
| 1966-1967 | Coupe des coupes           | Tour préliminaire   | Standard de Liège  | 1 - 1    | 1 - 8     | 2 - 9  |
| 1967-1968 | Coupe des clubs champions  | Seizièmes de finale | AS Jeunesse d'Esch | 1 - 1    | 3 - 3     | 4E - 4 |
| 1967-1968 | Coupe des clubs champions  | Huitièmes de finale | Vasas SC           | 0 - 6    | 1 - 5     | 1 - 11 |
| 1968-1969 | Coupe des clubs champions  | Seizièmes de finale | Benfica Lisbonne   | 0 - 0    | 1 - 8     | 1 - 8  |
| 1969-1970 | Coupe des villes de foires | 32es de finale      | RSC Anderlecht     | 0 - 2    | 0 - 6     | 0 - 8  |
| 1974-1975 | Coupe UEFA                 | Premier tour        | Portadown FC       | 0 - 0    | 1 - 2     | 1 - 2  |
| 1975-1976 | Coupe des coupes           | Seizièmes de finale | Celtic FC          | 0 - 2    | 0 - 7     | 0 - 9  |
| 1977-1978 | Coupe des clubs champions  | Seizièmes de finale | Glentoran FC       | 1 - 0    | 0 - 2     | 1 - 2  |
| 1978-1979 | Coupe des coupes           | Seizièmes de finale | FC Magdebourg      | 1 - 1    | 0 - 4     | 1 - 5  |
| 1979-1980 | Coupe des clubs champions  | Seizièmes de finale | Hambourg SV        | 0 - 3    | 1 - 2     | 1 - 5  |
| 1981-1982 | Coupe des clubs champions  | Seizièmes de finale | Aston Villa        | 0 - 2    | 0 - 5     | 0 - 7  |
| 1985-1986 | Coupe UEFA                 | Premier tour        | FC Nantes          | 2 - 1    | 0 - 3     | 2 - 4  |
| 1986-1987 | Coupe des clubs champions  | Seizièmes de finale | Juventus FC        | 0 - 4    | 0 - 7     | 0 - 11 |
| 1987-1988 | Coupe UEFA                 | Premier tour        | Wismut Aue         | 1 - 1    | 0 - 0     | 1 - 1E |
| 1988-1989 | Coupe des clubs champions  | Seizièmes de finale | AS Monaco          | 1 - 0    | 0 - 2     | 1 - 2  |
| 1989-1990 | Coupe des coupes           | Seizièmes de finale | Dynamo Berlin      | 1 - 2    | 1 - 2     | 2 - 4  |
| 1991-1992 | Coupe des coupes           | Seizièmes de finale | FC Sion            | 0 - 1    | 1 - 1     | 1 - 2  |
| 1992-1993 | Coupe des coupes           | Seizièmes de finale | Boavista FC        | 0 - 0    | 0 - 3     | 0 - 3  |
| 1993-1994 | Coupe des coupes           | Tour préliminaire   | MyPa               | 3 - 1    | 1 - 0     | 4 - 1  |
| 1993-1994 | Coupe des coupes           | Seizièmes de finale | Aberdeen FC        | 0 - 3    | 0 - 4     | 0 - 7  |
| 2006-2007 | Coupe UEFA                 | Premier tour Q      | Brøndby IF         | 0 - 0    | 1 - 3     | 1 - 3  |
| 2008-2009 | Ligue des champions        | Premier tour Q      | BATE Borisov       | 0 - 1    | 0 - 2     | 0 - 3  |
| 2016-2017 | Ligue Europa               | Premier tour Q      | Brøndby IF         | 1 - 4    | 0 - 6     | 1 - 10 |
| 2017-2018 | Ligue Europa               | Premier tour Q      | FK Ventspils       | 1 - 0    | 0 - 0     | 1 - 0  |
| 2017-2018 | Ligue Europa               | Deuxième tour Q     | NK Domžale         | 1 - 2    | 2 - 3     | 3 - 5  |
| 2018-2019 | Ligue des champions        | Premier tour Q      | Rosenborg BK       | 1 - 0    | 1 - 3     | 2 - 3  |
| 2018-2019 | Ligue Europa               | Deuxième tour Q     | FC Santa Coloma    | 3 - 0    | 0 - 1     | 3 - 1  |
| 2018-2019 | Ligue Europa               | Troisième tour Q    | Sheriff Tiraspol   | 2 - 1    | 0 - 1     | 2 - 2E |
| 2019-2020 | Ligue des champions        | Premier tour Q      | NK Maribor         | 0 - 3    | 0 - 2     | 0 - 5  |
| 2019-2020 | Ligue Europa               | Deuxième tour Q     | Ludogorets Razgrad | 1 - 1    | 0 - 4     | 1 - 5  |
| 2021-2022 | Ligue des champions        | Premier tour Q      | Dinamo Zagreb      | 0 - 2    | 2 - 3     | 2 - 5  |
| 2021-2022 | Ligue Europa Conférence    | Deuxième tour Q     | FK Bodø/Glimt      | 0 - 3    | 0 - 3     | 0 - 6  |
| 2024-2025 | Ligue Conférence           | Premier tour Q      | Vllaznia Shkodër   | 2 - 2    | 4 - 0     | 6 - 2  |
| 2024-2025 | Ligue Conférence           | Deuxième tour Q     | St Mirren FC       | 0 - 0    | 1 - 4     | 1 - 4  |
| 2025-2026 | Ligue Conférence           | Premier tour Q      | Flora Tallinn      | 3 - 0    | 2 - 1     | 5 - 1  |
| 2025-2026 | Ligue Conférence           | Deuxième tour Q     | Kauno Žalgiris     | 1 - 2    | 1 - 1     | 2 - 3  |

## Anciens joueurs
- Albert Guðmundsson
- Eidur Gudjohnsen
- Arnór Guðjohnsen
- Bjarni Ólafur Eiríksson
- Pálmi Rafn Pálmason
- Birkir Sævarsson
- Constantin Stănici